# 歴史科学協議会
一般財団法人歴史科学協議会（れきしかがくきょうぎかい、英語：Association of Historical Science）は、日本の歴史学の学会（学術団体）。分野を問わず、全国の歴史学者1200人が所属している。学術誌『歴史評論』を毎月発行。略称は歴科協（れっかきょう）。

## 概要
1946年に設立された民主主義科学者協会を前身とし、1967年4月16日に歴史科学協議会として設立された。2008年に一般財団法人格を取得し、一般財団法人歴史科学協議会となった。最新の研究成果に基づいた学会活動を行うほか、「歴史を学ぶ全ての方に開かれた学会」として市民向けの講座やシンポジウムを行っている。毎月発行している学術誌『歴史評論』は2015年7月号時点で783号を数える。家永教科書裁判を始めとする歴史教科書問題や歴史認識問題に際しては、家永の立場を支持した。研究職でなくても会員になることができ、大学院生や高校社会科教員なども含めた1200人が会員となっている。評論家の池田信夫は、マルクス主義史観を持つ左派歴史学者団体であると主張している。

## 他学会との関係
歴史科学協議会には、全国各地にある学会（研究会）が加盟している。北海道歴史研究者協議会、宮城歴史科学研究会、福島歴史科学研究会、東京歴史科学研究会（450人）、名古屋歴史科学研究会、北陸歴史科学研究会、京都民科歴史部会、奈良歴史研究会、大阪歴史科学協議会（310人）、九州歴史科学研究会、熊本歴史科学研究会の11の学会（研究会）は、歴史科学協議会に加盟し、個別に、時に共同して活動している。各加盟団体でも個別に学術誌を発行している。以前は、静岡歴史科学研究会も加盟していたが、現在は『歴史評論』に掲載されていない。
歴史科学協議会は、全国2000人の社会科教員によって構成される歴史教育者協議会と共同行動をとることが多く、歴史教育を重視している。歴史科学協議会は、歴史教育者協議会と共に、日本学術会議により日本学術会議協力学術研究団体に指定されている。
2015年5月25日には、日本の16の歴史学会と教育者団体が「「慰安婦」問題に関する日本の歴史学会・歴史教育者団体の声明」を発表した。この声明には、前述の歴史科学協議会・歴史教育者協議会・東京歴史科学研究会に加えて、日本史研究会（2655人）、歴史学研究会（2200人）、日本歴史学協会（1260人）、大阪歴史学会（950人）などの日本の学会が共同している。
2016年5月30日に、慰安婦問題日韓合意により日韓政府で慰安婦問題が「最終的かつ不可逆的に」解決されたことについて、前述の各学会と共同で『政府間で一方的に「解決」を宣言し、以降の議論を封殺するかのごとき手法では、「慰安婦」問題の抜本的な解決はありえない。』と反対する声明文を発表した。
2021年3月、日本軍慰安婦の契約構造をミクロ経済学の視点から分析した、ハーバード大学のJ・マーク・ラムザイヤー教授の論文に関し、否定論に歴史的正義にもとづき対抗するとして、論文の撤回を求め、市民団体などと「新たな装いで現れた日本軍『慰安婦』否定論を批判する日本の研究者・アクティビストの緊急声明」を出した。（事件の詳細は、「J・マーク・ラムザイヤー#J・マーク・ラムザイヤーに対するキャンセル運動（2021年）」参照。）

## 出版物

### 学術誌
- 『歴史評論』（毎月10日発行）
  - A5判、定価885円。書店・歴科協への注文で一般に購入できる。
  - 民主主義科学者協会歴史部会の機関誌として1946年10月に創刊（丹波書林）。その後も、自主発行（歴史評論社）、小石川書房、河出書房、至誠堂、春秋社へと出版社を変え、発行元の民科歴史部会が事実上解散して以後も雑誌のみが存続した。歴科協結成に伴い、1967年5月の201号をもって校倉書房刊となった。その後、2018年に校倉書房が廃業したため、2018年5月の第817号から歴史科学協議会の直接発行となり[13]、現在に至る。

### 書籍
- 『歴史の名著（日本人篇）』（監修＝山口啓二・黒田俊雄、校倉書房、1970年）
- 『歴史の名著（外国人篇）』（監修＝山口啓二・黒田俊雄、校倉書房、1971年）
- 『歴史科学大系』（全34巻、監修＝石母田正・江口朴郎・遠山茂樹・野原四郎・林基、校倉書房） - 研究史上重要な論文を集めた選集（アンソロジーあるいはリーディングス）。

1. 『日本原始共産制社会と国家の形成』（編集・解説＝原秀三郎、1972年）
2. 『古代国家と奴隷制（上）』（編集・解説＝吉田晶、1972年）
3. 『古代国家と奴隷制（下）』（編集・解説＝吉田晶、1972年）
4. 『日本封建制の社会と国家（上）』（編集・解説＝戸田芳実、1973年）
5. 『日本封建制の社会と国家（中）』（編集・解説＝稲垣泰彦、1979年）
6. 『日本封建制の社会と国家（下）』（編集・解説＝佐々木潤之介、1975年）
7. 『日本における封建制から資本制へ（上）』（編集・解説＝中村哲、1975年）
8. 『日本における封建制から資本制へ（下）』（編集・解説＝池田敬正、1975年）
9. 『日本資本主義と農業問題』（編集・解説＝大石嘉一郎、1976年）
10. 『日本の産業革命』（編集・解説＝大江志乃夫、1977年）
11. 『帝国主義』（編集・解説＝佐々木隆爾、1975年）
12. 『「日本ファシズム」論』（編集・解説＝江口圭一、1977年）
13. 『アジアの変革（上）』（編集・解説＝野沢豊、1978年）
14. 『アジアの変革（下）』（編集・解説＝野沢豊、1980年）
15. 『民族の問題』（編集・解説＝阪東宏、1976年）
16. 『女性史』（編集・解説＝西村汎子、1998年）
17. 『天皇制の歴史（上）』（編集・解説＝犬丸義一、1986年）
18. 『天皇制の歴史（下）』（編集・解説＝犬丸義一、1987年）
19. 『思想史＜前近代＞』（編集・解説＝黒田俊雄、1979年）
20. 『思想史＜近現代＞』（編集＝黒田俊雄、解説・江村栄一、1983年）
21. 『部落問題の史的究明』（編集・解説＝鈴木良、1976年）
22. 『農民闘争史（上）』（編集・解説＝山田忠雄、1973年）
23. 『農民闘争史（下）』（編集・解説＝山田忠雄、1974年）
24. 『農民運動史』（編集＝金原左門、解説＝林宥一、1991年）
25. 『労働運動史』（編集・解説＝梅田欽治、1981年）
26. 『社会主義運動史』（編集・解説＝神田文人、1978年）
27. 『民主主義運動史（上）』（編集・解説＝中村尚美、1978年）
28. 『民主主義運動史（下）』（編集・解説＝木坂順一郎、1977年）
29. 『歴史科学の理論と方法（上）』（編集・解説＝犬丸義一、1983年）
30. 『歴史科学の理論と方法（下）』（編集・解説＝犬丸義一、1984年）
31. 『歴史教育論』（編集＝矢代和也、解説＝渡辺賢二、1994年）
32. 『歴史科学の思想と行動』（編集＝山口啓二・犬丸義一・山田敬男、未刊）[14]
33. 『民科歴史部会資料集』（編集＝渡辺菊雄・梅田欽治、解説＝梅田欽治、1999年）
34. 『現代史の課題と方法』（編集＝藤井松一、解説＝平田哲男、1982年）

- 『歴史科学への道――歴史科学入門講座』（上下巻、校倉書房、1976年）
- 『現代歴史学の青春』（全2巻、三省堂、1980年）
- 『歴史科学入門――歴史を学ぶ人々のために』（上下巻、三省堂、1986年）
- 『現代を生きる歴史科学』（全3巻、大月書店、1987年）
  - 第1巻『現実からの提起』
  - 第2巻『過去への照射』
  - 第3巻『方法と視座の探求』
- 『女性史研究入門』（三省堂、1991年）
- 『歴史における家族と共同体』（青木書店、1992年）
- 『新しい中世史像の展開』（山川出版社、1994年）
- 『卒業論文を書く――テーマ設定と史料の扱い方』（山川出版社、1997年）
- 『日本現代史――体制変革のダイナミズム』（青木書店、2000年）
- 『歴史が動く時――人間とその時代』（青木書店、2001年）
- 『歴史をよむ』（東京大学出版会、2004年）
- 『天皇・天皇制をよむ』（東京大学出版会、2008年）
- 『戦後歴史学用語辞典』（監修＝木村茂光、東京堂出版、2012年）
- 『歴史の「常識」をよむ』（東京大学出版会、2015年）
- 『隣国の肖像――日朝相互認識の歴史』（共編＝杉並歴史を語りあう会、大月書店、2016年）